# Rectipilus idahoensis
Rectipilus idahoensis är en svampart som först beskrevs av W.B. Cooke, och fick sitt nu gällande namn av Agerer 1973. Rectipilus idahoensis ingår i släktet Rectipilus och familjen Marasmiaceae.   Inga underarter finns listade i Catalogue of Life.